# Bell-Polynom
Im mathematischen Teilgebiet der Kombinatorik bezeichnen die Bell-Polynome, benannt nach Eric Temple Bell, folgende dreieckige Anordnung von Polynomen
{\displaystyle B_{n,k}(x_{1},x_{2},\dots ,x_{n-k+1})=\sum {\frac {n!}{j_{1}!j_{2}!\cdots j_{n-k+1}!}}\left({\frac {x_{1}}{1!}}\right)^{j_{1}}\left({\frac {x_{2}}{2!}}\right)^{j_{2}}\cdots \left({\frac {x_{n-k+1}}{(n-k+1)!}}\right)^{j_{n-k+1}}} ,
wobei die Summe über alle Sequenzen {\displaystyle j_{1},j_{2},\dots ,j_{n-k+1}} von nicht-negativen ganzen Zahlen {\displaystyle j_{i}} gebildet wird, so dass
{\displaystyle j_{1}+j_{2}+j_{3}+\cdots =k}       und       {\displaystyle 1\,j_{1}\;+\;2\,j_{2}\;+\;3\,j_{3}\;+\cdots =n} .
Das Bell-Polynom {\displaystyle B_{n,k}(x_{1},x_{2},\dots ,x_{n-k+1})} ist ein Polynom in den Variablen {\displaystyle x_{1},x_{2},\dots ,x_{n-k+1}}. Seine Koeffizienten sind ganze Zahlen.

## Vollständige Bell-Polynome
Die Summe
{\displaystyle B_{n}(x_{1},\dots ,x_{n})=\sum _{k=1}^{n}B_{n,k}(x_{1},x_{2},\dots ,x_{n-k+1})}
wird manchmal als {\displaystyle n}tes vollständiges Bell-Polynom bezeichnet. Zur besseren Abgrenzung gegenüber den vollständigen Bell-Polynomen, werden die oben definierten Polynome {\displaystyle B_{n,k}} auch manchmal als unvollständige oder partielle Bell-Polynome bezeichnet.
Die vollständigen Bell-Polynome genügen folgender Gleichung
{\displaystyle B_{n}(x_{1},\dots ,x_{n})=\det {\begin{bmatrix}x_{1}&{\binom {n-1}{1}}x_{2}&{\binom {n-1}{2}}x_{3}&{\binom {n-1}{3}}x_{4}&{\binom {n-1}{4}}x_{5}&\cdots &\;\;x_{n}\\\\-1&x_{1}&{\binom {n-2}{1}}x_{2}&{\binom {n-2}{2}}x_{3}&{\binom {n-2}{3}}x_{4}&\cdots &\;\;x_{n-1}\\\\0&-1&x_{1}&{\binom {n-3}{1}}x_{2}&{\binom {n-3}{2}}x_{3}&\cdots &\;\;x_{n-2}\\\\0&0&-1&x_{1}&{\binom {n-4}{1}}x_{2}&\cdots &\;\;x_{n-3}\\\\0&0&0&-1&x_{1}&\cdots &\;\;x_{n-4}\\\\\vdots &\vdots &\vdots &\vdots &\ddots &\ddots &\;\;\vdots \\\\0&0&0&0&\cdots &-1&\;\;x_{1}\end{bmatrix}}}

### Beispiele
Die ersten vollständigen Bell-Polynome lauten:
{\displaystyle {\begin{aligned}B_{0}={}&1,\\[8pt]B_{1}(x_{1})={}&x_{1},\\[8pt]B_{2}(x_{1},x_{2})={}&x_{1}^{2}+x_{2},\\[8pt]B_{3}(x_{1},x_{2},x_{3})={}&x_{1}^{3}+3x_{1}x_{2}+x_{3},\\[8pt]B_{4}(x_{1},x_{2},x_{3},x_{4})={}&x_{1}^{4}+6x_{1}^{2}x_{2}+4x_{1}x_{3}+3x_{2}^{2}+x_{4},\\[8pt]B_{5}(x_{1},x_{2},x_{3},x_{4},x_{5})={}&x_{1}^{5}+10x_{1}^{3}x_{2}+15x_{1}x_{2}^{2}+10x_{1}^{2}x_{3}+10x_{2}x_{3}+5x_{1}x_{4}+x_{5}\\[8pt]B_{6}(x_{1},x_{2},x_{3},x_{4},x_{5},x_{6})={}&x_{1}^{6}+15x_{1}^{4}x_{2}+20x_{1}^{3}x_{3}+45x_{1}^{2}x_{2}^{2}+15x_{2}^{3}+60x_{1}x_{2}x_{3}\\&{}+15x_{1}^{2}x_{4}+10x_{3}^{2}+15x_{2}x_{4}+6x_{1}x_{5}+x_{6},\\[8pt]B_{7}(x_{1},x_{2},x_{3},x_{4},x_{5},x_{6},x_{7})={}&x_{1}^{7}+21x_{1}^{5}x_{2}+35x_{1}^{4}x_{3}+105x_{1}^{3}x_{2}^{2}+35x_{1}^{3}x_{4}\\&{}+210x_{1}^{2}x_{2}x_{3}+105x_{1}x_{2}^{3}+21x_{1}^{2}x_{5}+105x_{1}x_{2}x_{4}\\&{}+70x_{1}x_{3}^{2}+105x_{2}^{2}x_{3}+7x_{1}x_{6}+21x_{2}x_{5}+35x_{3}x_{4}+x_{7}.\end{aligned}}}

## Rekursive Darstellungen
Eine rekursive Definition der Bell-Polynome ist:
| {\displaystyle B_{0,0}()}                       | {\displaystyle =1} , |     |                             |
| {\displaystyle B_{n,0}(x_{1},\dots ,x_{n+1})}   | {\displaystyle =0}   | für | {\displaystyle n\geq 1} ,   |
| {\displaystyle B_{n,k}(x_{1},\dots ,x_{n-k+1})} | {\displaystyle =0}   | für | {\displaystyle n\geq 0,k>n} |
und
| {\displaystyle B_{n,k}(x_{1},\dots ,x_{n-k+1})} | {\displaystyle =\sum _{i=1}^{n-k+1}{\binom {n-1}{i-1}}B_{n-i,k-1}(x_{1},\dots ,x_{n-i-k+2})\,x_{i}} | für | {\displaystyle n\geq 1,k\leq n} . |
Die vollständigen Bell-Polynome können folgendermaßen rekursiv definiert werden
| {\displaystyle B_{0}(x_{1},\ldots ,x_{n+1})=1} |
und
| {\displaystyle B_{n+1}(x_{1},\ldots ,x_{n+1})=\sum _{i=0}^{n}{\binom {n}{i}}B_{n-i}(x_{1},\ldots ,x_{n-i})\,x_{i+1}} | für {\displaystyle n\geq 0} . |
Sie erfüllen auch die folgende rekursive Differentialformel:

{\displaystyle {\begin{aligned}B_{n}(x_{1},\ldots ,x_{n})={\frac {1}{n-1}}\left[\sum _{i=2}^{n}\right.&\sum _{j=1}^{i-1}(i-1){\binom {i-2}{j-1}}x_{j}x_{i-j}{\frac {\partial B_{n-1}(x_{1},\dots ,x_{n-1})}{\partial x_{i-1}}}\\[5pt]&\left.{}+\sum _{i=2}^{n}\sum _{j=1}^{i-1}{\frac {x_{i+1}}{\binom {i}{j}}}{\frac {\partial ^{2}B_{n-1}(x_{1},\dots ,x_{n-1})}{\partial x_{j}\partial x_{i-j}}}\right.\\[5pt]&\left.{}+\sum _{i=2}^{n}x_{i}{\frac {\partial B_{n-1}(x_{1},\dots ,x_{n-1})}{\partial x_{i-1}}}\right].\end{aligned}}}

## Kombinatorische Bedeutung
Gegeben sei eine nicht-negative ganze Zahl {\displaystyle n\in \mathbb {N} _{0}} als Elementeanzahl der zu partitionierenden Menge.
Wird die ganze Zahl (= eine Menge der Größe) {\displaystyle n} in eine Summe von {\displaystyle k} Summanden (= Partitionen) zerlegt, in der der Summand (= die Partitionsgröße) 1 {\displaystyle j_{1}} mal, die 2 {\displaystyle j_{2}} mal und der Summand {\displaystyle i} {\displaystyle j_{i}} mal vorkommt, dann entspricht die Anzahl der möglichen Partitionierungen, die mit einer {\displaystyle n}-elementigen Menge gebildet werden können, dem den {\displaystyle k} Partitionsgrößen {\displaystyle (1,2,\dots ,k)} zuzuordnenden Koeffizienten des Monoms {\displaystyle x_{1}^{j_{1}}\cdots x_{k}^{j_{k}}} im Bell-Polynom. {\displaystyle B_{n,k}} ist dann das Polynom aus allen Monomen mit dem Totalgrad {\displaystyle k=j_{1}+j_{2}+j_{3}+\cdots =k} und der Mengengröße {\displaystyle n=1\,j_{1}\;+\;2\,j_{2}\;+\;3\,j_{3}\;+\cdots }.
| Die Namen (eigentlich: die Nummern) der Unbestimmten    | Die Namen (eigentlich: die Nummern) der Unbestimmten    | {\displaystyle x_{1},} | {\displaystyle x_{2},} | {\displaystyle \dots ,} | {\displaystyle x_{n-k+1}}     |                    |                        |
| fungieren dabei nur als Pfosten zum Anheften der Anzahl | fungieren dabei nur als Pfosten zum Anheften der Anzahl | {\displaystyle j_{1},} | {\displaystyle j_{2},} | {\displaystyle \dots ,} | {\displaystyle j_{n-k+1}}     |                    |                        |
| der Partitionen in der Partitionierung, die genau       | Summand {\displaystyle \in \{}                          | {\displaystyle 1,}     | {\displaystyle 2,}     | {\displaystyle \dots ,} | {\displaystyle n\!-\!k\!+\!1} | {\displaystyle \}} | Elemente haben sollen, |
| als Exponent der Potenz {\displaystyle x_{i}^{j_{i}}}.  |                                                         |                        |                        |                         |                               |                    |                        |

Ein Exponent 1 wird normalerweise nicht notiert.
Ist der Exponent 0, dann wird die ganze Potenz {\displaystyle x_{i}^{0}} unterdrückt.
Die größte Partitionsgröße bei {\displaystyle k} Partitionen ist {\displaystyle n\!-\!k\!+\!1}, welche Partitionsgröße dann genau {\displaystyle j_{n-k+1}=1} mal vorkommt. Die kleinste Partitionsgröße (= 1) kommt dann in dieser Partitionierung genau {\displaystyle j_{1}=k-1} mal vor.
Die bevorzugte Reihenfolge der Monome im Bell-Polynom ist die lexikographisch aufsteigende mit niedrigstem Rang für {\displaystyle x_{1}}, also {\displaystyle x_{1}^{\,2}x_{2}=x_{1}x_{1}x_{2}} kommt vor {\displaystyle x_{1}x_{2}} kommt vor {\displaystyle x_{2}}.
Beispiele
- {\displaystyle B_{n,1}(x_{1},\dots ,x_{n})=x_{n}} für {\displaystyle n\geq 1} .
- {\displaystyle B_{n,k}(x_{1},\dots ,x_{n-k+1})=0} für {\displaystyle k>n} .
- {\displaystyle B_{n,n}(x_{1},\dots ,x_{n-k+1})=x_{1}^{n}} für {\displaystyle n\geq 1,k\leq n} .
- Ferner ist

{\displaystyle B_{6,2}(x_{1},x_{2},x_{3},x_{4},x_{5})=6x_{1}x_{5}+15x_{2}x_{4}+10x_{3}^{2}} ,
da es
(Monom {\displaystyle 6\,x_{1}x_{5}\longrightarrow }) 6 Möglichkeiten gibt, eine Menge mit {\displaystyle n=6} Elementen zu {\displaystyle k=2} Partitionen mit 1 und 5 Elementen zu partitionieren,
(Monom {\displaystyle 15\,x_{2}x_{4}\longrightarrow }) 15 Möglichkeiten gibt, eine Menge mit {\displaystyle n=6} Elementen zu {\displaystyle k=2} Partitionen mit 2 und 4 Elementen zu partitionieren, und es
(Monom {\displaystyle 10\,x_{3}^{2}\longrightarrow }) 10 Möglichkeiten gibt, eine Menge mit {\displaystyle n=6} Elementen zu {\displaystyle k=2} Partitionen mit 3 und 3 Elementen zu partitionieren.
- Ein weiteres Beispiel ist

{\displaystyle B_{6,3}(x_{1},x_{2},x_{3},x_{4})=15x_{1}^{2}x_{4}+60x_{1}x_{2}x_{3}+15x_{2}^{3}}
da es
(Monom {\displaystyle 15\,x_{1}^{2}x_{4}\longrightarrow }) 15 Möglichkeiten gibt, eine Menge mit {\displaystyle n=6} Elementen zu {\displaystyle k=3} Partitionen mit jeweils 1, 1 und 4 Elementen zu partitionieren,
(Monom {\displaystyle 60\,x_{1}x_{2}x_{3}\longrightarrow }) 60 Möglichkeiten gibt, eine Menge mit {\displaystyle n=6} Elementen zu {\displaystyle k=3} Partitionen mit jeweils 1, 2 und 3 Elementen zu partitionieren, und es
(Monom {\displaystyle 15\,x_{2}^{3}\longrightarrow }) 15 Möglichkeiten gibt, eine Menge mit {\displaystyle n=6} Elementen zu {\displaystyle k=3} Partitionen mit jeweils 2, 2 und 2 Elementen zu partitionieren.

## Eigenschaften
- {\displaystyle B_{n,k}(1!,2!,\dots ,(n-k+1)!)={\binom {n}{k}}{\binom {n-1}{k-1}}(n-k)!}

### Bell-Polynome und Stirling-Zahlen
Der Wert des Bell-Polynoms {\displaystyle B_{n,k}(x_{1},x_{2},\dots )}, wenn alle {\displaystyle x_{i}} gleich 1 sind, ist eine Stirling-Zahl zweiter Art
{\displaystyle B_{n,k}(1,1,\dots )=S(n,k)=\left\{{n \atop k}\right\}} .
Die Summe
{\displaystyle \sum _{k=1}^{n}B_{n,k}(1,1,1,\dots )=\sum _{k=1}^{n}\left\{{n \atop k}\right\}}
entspricht der {\displaystyle n}ten Bellzahl, welche die Anzahl der möglichen Partitionen einer Menge mit {\displaystyle n} Elementen beschreibt.

### Faltungsidentität
Für Folgen {\displaystyle (x_{n})_{n=1,2,\dotsc }} und {\displaystyle (y_{n})_{n=1,2,\dotsc }} lässt sich eine Art Faltung definieren:
{\displaystyle (x\diamond y)_{n}=\sum _{j=1}^{n-1}{\binom {n}{j}}x_{j}y_{n-j}} ,
wobei die Grenzen der Summe {\displaystyle 1} und {\displaystyle n-1} anstelle von {\displaystyle 0} und {\displaystyle n} sind.
Sei {\displaystyle x_{n}^{k\diamond }} der {\displaystyle n}te Term der Folge
{\displaystyle \displaystyle \underbrace {x\diamond \cdots \diamond x} _{k\ \mathrm {Faktoren} }} ,
dann gilt:
{\displaystyle B_{n,k}(x_{1},\dots ,x_{n-k+1})={x_{n}^{k\diamond } \over k!}} .
Die Faltungsidentität kann benutzt werden um einzelne Bell-Polynome zu berechnen. Die Berechnung von {\displaystyle B_{4,3}(x_{1},x_{2})} ergibt sich mit
{\displaystyle x=(x_{1}\ ,\ x_{2}\ ,\ x_{3}\ ,\ x_{4}\ ,\dots )}
{\displaystyle x\diamond x=(0,\ 2x_{1}^{2}\ ,\ 6x_{1}x_{2}\ ,\ 8x_{1}x_{3}+6x_{2}^{2}\ ,\dots )}
{\displaystyle x\diamond x\diamond x=(0\ ,\ 0\ ,\ 6x_{1}^{3}\ ,\ 36x_{1}^{2}x_{2}\ ,\dots )}
und dementsprechend,
{\displaystyle B_{4,3}(x_{1},x_{2})={\frac {(x\diamond x\diamond x)_{4}}{3!}}=6x_{1}^{2}x_{2}.}

## Anwendungen

### Formel von Faà di Bruno
Die Formel von Faà di Bruno kann mithilfe der Bell-Polynome wie folgt ausdrückt werden:
{\displaystyle {d^{n} \over dx^{n}}f(g(x))=\sum _{k=0}^{n}f^{(k)}(g(x))B_{n,k}\left(g'(x),g''(x),\dots ,g^{(n-k+1)}(x)\right).}
Auf ähnliche Art und Weise lässt sich eine Potenzreihen-Version der Formel von Faà di Bruno aufstellen. Angenommen
{\displaystyle f(x)=\sum _{n=1}^{\infty }{a_{n} \over n!}x^{n}\qquad \mathrm {und} \qquad g(x)=\sum _{n=1}^{\infty }{b_{n} \over n!}x^{n}.}
Dann
{\displaystyle g(f(x))=\sum _{n=1}^{\infty }{\sum _{k=1}^{n}b_{k}B_{n,k}(a_{1},\dots ,a_{n-k+1}) \over n!}x^{n}.}
Die vollständigen Bell-Polynome tauchen in der Exponentialfunktion einer formalen Potenzreihe auf:
{\displaystyle \exp \left(\sum _{n=1}^{\infty }{\frac {a_{n}}{n!}}x^{n}\right)=\sum _{n=0}^{\infty }{\frac {B_{n}(a_{1},\dots ,a_{n})}{n!}}x^{n}} .

### Momente und Kumulanten
Die Summe
{\displaystyle B_{n}(\kappa _{1},\dots ,\kappa _{n})=\sum _{k=1}^{n}B_{n,k}(\kappa _{1},\dots ,\kappa _{n-k+1})}
ist das {\displaystyle n}te Moment einer Wahrscheinlichkeitsverteilung, deren erste {\displaystyle n} Kumulanten {\displaystyle \kappa _{1},\dots ,\kappa _{n}} sind. Anders ausgedrückt ist das {\displaystyle n}te Moment das {\displaystyle n}te vollständige Bell-Polynom ausgewertet an den {\displaystyle n} ersten Kumulanten.

### Darstellung von Polynomfolgen mit binomialer Eigenschaft
Für eine beliebige (skalare) Folge :{\displaystyle a_{1},a_{2},a_{3},\dots } sei
{\displaystyle p_{n}(x)=\sum _{k=1}^{n}B_{n,k}(a_{1},\dots ,a_{n-k+1})x^{k}} .
Diese Polynomfolge erfüllt die binomiale Eigenschaft, d. h.
{\displaystyle p_{n}(x+y)=\sum _{k=0}^{n}{n \choose k}p_{k}(x)p_{n-k}(y)}
für {\displaystyle n\geq 0}. Es gilt, dass alle Polynomfolgen, welche die binomiale Eigenschaft erfüllen, von dieser Form sind.
Für die Inverse {\displaystyle h^{-1}} der Komposition der formalen Potenzreihe
{\displaystyle h(x)=\sum _{n=1}^{\infty }{a_{n} \over n!}x^{n}}
ergibt sich für alle {\displaystyle n}
{\displaystyle h^{-1}{\bigl (}p_{n}^{\prime }(x){\bigr )}=np_{n-1}(x)}
mit den obigen Polynomen {\displaystyle p_{n}(x)} mit Koeffizienten in {\displaystyle a_{1},\dots ,a_{n-k+1}} .